# Tomba per uno straniero
Tomba per uno straniero (Tumba para un forajido) è un film del 1967 diretto da José Luis Madrid.

## Trama
Un bandito rapisce una ragazza che però poi muore; viene poi arrestato dallo sceriffo ma il fratello dello sceriffo, che era anche fidanzato della ragazza, lo uccide.